# Phthiracarus pulchellus
Phthiracarus pulchellus är en kvalsterart som först beskrevs av Wojciech Niedbała 1993.  Phthiracarus pulchellus ingår i släktet Phthiracarus och familjen Phthiracaridae. Inga underarter finns listade i Catalogue of Life.